# Menjamel de Belford
El menjamel de Belford (Melidectes belfordi) és un ocell de la família dels melifàgids (Meliphagidae).

## Hàbitat i distribució
Habita els boscos de les muntanyes Weyland fins les disctrictes sud-orientals de Nova Guinea.